# Ancognatha hyltonscottae
Ancognatha hyltonscottae är en skalbaggsart som beskrevs av Martinez 1965. Ancognatha hyltonscottae ingår i släktet Ancognatha och familjen Dynastidae. Inga underarter finns listade i Catalogue of Life.